# 丰镇站
丰镇站，位于中华人民共和国内蒙古自治区乌兰察布市丰镇市旧城区街道，建于1915年，是京包铁路大集段的一个车站。距北京站427公里，距包头站405公里。距上行车站五台洼站5公里，距下行车站监地站7公里。该站隶属于呼和浩特局集团集宁车务段。办理客运业务（旅客乘降，行李、包裹托运）和货运业务（办理整车、零担、集装箱货物发到，不办理危险货物发到），为三等站，本站及相邻上下行区间均为电气化区段。